# Beauveria bassiana
Beauveria bassiana és una espècie de fong ascomicot de l'ordre dels hipocreals (Hypocreales). És un fong endòfit amb propietats entomopatogèniques utilitzat en la lluita biològicam ja que no infecta els humans ni altres animals no artròpodes i és per tant considerat un insecticida natural.
Aquest fong va ser descobert com una causa d'una malaltia dels cucs de la seda.
Quan les espores del fong entren en contacte amb el cos d'un insecte germinen, entren dins del cos, s'hi desenvolupen i el maten. Després de la mort de l'insecte s'hi forma una mena d'escuma blanca que fan noves espores. Gran part dels insectes que viuen al sòl han desenvolupat resistència a aquest fong però molts insectes en són susceptibles.
Actualment s'estudia el seu ús contra el mosquit Anopheles, vector de la malària, mitjançant la dispersió de les espores del fong al medi on viu el mosquit.
El nom científic és un homenatge al naturalista italià Agostino Bassi qui el 1835, demostrà que aquest fong era el causant d'una malaltia del cuc de la seda.
Beauveria bassiana és l'anamorf (forma de reproducció asexual) de l'espècie Cordyceps bassiana.

## Sinònims i binomis obsolets
Beauveria bassiana (Bals.-Criv.) Vuill., Bulletin de la Société Botanique de France 59: 40 (1913) [1912]:
- Beauveria densa (Link) F. Picard, Amtl. Ber. Versamml. Deutsch. Naturf. Aerzte 13: 200 (1914)
- Beauveria doryphorae R. Poiss. & Patay, (1935)
- Beauveria effusa (Beauverie) Vuill., Bull. Soc. bot. Fr. 59: 40 (1912)
- Beauveria globulifera (Speg.) F. Picard, Ann. Ecole Nat. Agr. Montpell. (1914)
- Beauveria shiotae (Kuru) Langeron, in Brumpt, Magyar. Tud. Akad. Értes.: 1839 (1936)
- Beauveria stephanoderis (Bally) Petch, Trans. Br. mycol. Soc. 10(4): 249 (1926)
- Beauveria sulfurescens (J.F.H. Beyma) J.J. Taylor, Mycologia 62(4): 823 (1970)
- Botrytis bassiana Bals.-Criv., Arch. Triennale Lab. Bot. Crittog. 79: 127 (1836)
- Botrytis effusa Beauverie, in Rappaz 14: 25 (1911)
- Botrytis stephanoderis Bally, in Friederichs & Bally 6: 106 (1923)
- Cordyceps bassiana Z.Z. Li, C.R. Li, B. Huang & M.Z. Fan, Chinese Science Bulletin 9: (2001).
- Isaria densa (Link) Giard, Compte rendu hebdomadaire des Sciences de l'Academie des sciences, París 113: 270 (1891)
- Isaria shiotae Kuru, J. Taihoku Soc. Agric. 2: 351 (1932)
- Penicillium bassianum (Bals.-Criv.) Biourge, Cellule 33(1): 101 (1923)
- Penicillium densum (Link) Biourge, Cellule 33(1): 102 (1923)
- Spicaria bassiana (Bals.-Criv.) Vuill.,: 153 (1910)
- Spicaria densa (Link) Vuill., Bull. Séanc. Soc. Sci. Nancy 11: 153 (1910)
- Sporotrichum densum Link, Magazin Ges. naturf. Freunde, Berlin 3: 13 (1818)
- Sporotrichum epigaeum var. terrestre Dasz., Bull. Soc. bot. Genève, 2 sér. 4: 291 (1912)
- Sporotrichum globuliferum Speg., An. Soc. cient. argent. 10(2-3): 278 (1880)
- Sporotrichum sulfurescens J.F.H. Beyma, Verh. K. Akad. Wet., tweede sect. 62: 16 (1928)
- Tritirachium shiotae (Kuru) Langeron, Annls Parasit. hum. comp. 22: 98 (1947)